# Église Saint-Martin de Samer
De Église Saint-Martin de Samer in Samer (Pas-de-Calais) is een kerk gebouwd op de fundamenten van een kapel uit de 12e eeuw. Het bouwwerk is opmerkelijk door de gebouwen die tegen de kerk aan gebouwd zijn, niet ongebruikelijk in de middeleeuwen.

## Geschiedenis
Volgens de traditie werd de benedictijner abdij eind 7e eeuw gesticht door Saint Wulmer (abdij Saint-Wulmer-au-Bois). Deze abdij werd in de 9e eeuw verwoest tijdens de invasies van de Vikingen. In de 11e eeuw werd de abdij herbouwd door de graven van Boulogne. In de 12e eeuw werd een kerk (Chapelle de la Vièrge) gebouwd op de plaats naast het koor van de tegenwoordige kerk. Deze kerk bestond uit een koor, een transept met aan aan elke kant een kapel en een schip.
Tijdens de Honderdjarige Oorlog (1337-1453) raakten de abdij en de kerk zwaar beschadigd en in 1346 werd de stad verwoest door het leger van Eduard III van Engeland. Na de brandstichting door de graven van Warwick en Kent rond 1412 en verwoesting van de stad door de Engelsen in 1540 werd het klooster niet meer herbouwd. In de 15e eeuw werd een nieuwe kerk met een groter koor in gotische stijl gebouwd. Voor de bouw van het schip werden de Romaanse zuilen met kapitelen afkomstig uit de abdij gebruikt. In de 16e eeuw, rond 1560, werd de kerk verwoest door de legers van keizer Karel V en in de jaren 1660-1668 weer zij herbouwd.
Tijdens de Franse Revolutie (1789-1799) raakten het gebouw en het interieur opnieuw zwaar beschadigd, waarop in de 19e eeuw weer uitgebreide restauratiewerkzaamheden werden uitgevoerd. In 1842 werd de toren herbouwd; het fronton boven de ingang dateert uit 1863. In de jaren 1864-1866 werden glas-in-loodramen geplaatst, gemaakt door Nicolas Lorin de Chartres, en in 1898 de ramen van Latteux en Bazin du Mesnil-Saint-Firmain. In 1935 werd het doopvont gerestaureerd en het orgel (een gift van mevr. Henry Mory) geplaatst.

## Beschrijving
De plattegrond is een driebeukige kerk met inspringend veelhoekig koor, de smalle zijbeuken worden van het schip gescheiden door twee rijen van elk drie romaanse zuilen. De toren bevindt zich in het noordelijk (noord-west)transept en bevat vijf klokken, waarvan er twee uit de 16e en 17e eeuw en drie uit de 19e eeuw dateren. Het koor is te vinden aan de oostzijde tegenover de hoofdingang, en naast het koor bevindt zich de Chapelle de la Vièrge.
Het hoofdaltaar (1898, neogotische stijl) in het koor is uitgevoerd in kalksteen en marmer, de maker is onbekend en de afmetingen zijn 7,00 m hoog, 4,65 m breed en 0,40 m diep. Het tweede altaar (1858, neogotische stijl) is uitgevoerd in vuren door Courquin, de afmetingen zijn 5,85 m hoog, 2,65 m breed en 1,10 m diep. Het altaar stond oorspronkelijk in de noordelijke kapel (onder de toren) maar werd bij de restauratie van 1935 verplaatst naar de zuidelijk zijbeuk. Boven het altaar hangt een schilderij met daarop afgebeeld Sint-Maarten die een stuk van zijn mantel afsnijdt om aan een arme te geven.
Het orgel (1935, neogotische stijl) is geplaatst boven de ingang aan de westgevel.
De drie gebrandschilderde glas-in-loodramen in het koor tonen: in het midden de heilige familie, links de heilige Ida van Verdun (gravin van Boulogne, 1040-1113), Sint-Maximus en Petrus en rechts Sint-Maarten, de patroonheilige van de parochie.
De eiken preekstoel in neogotische stijl werd in 1892 vervaardigd door Gustave Pattein d'Hazebrouck. Uitgebeeld zijn onder andere een Bijbels tafereel met Christus, Petrus en de apostel Paulus en voorts een engel, het kruis, dieren en de wetstafels.
Het doopvont is afkomstig uit de oude abdij en dateert uit de 11e eeuw. Afgebeeld zijn twee scènes waarin de doop wordt uitgebeeld: de ene zijde laat de doop van Jezus door Johannes de Doper in de rivier de Jordaan zien, de andere zijde verbeeldt waarschijnlijk Sint-Wulmer die de inwoners van Samer doopt.
De Église Saint-Martin is een van de belangrijkste middeleeuwse kerken in het graafschap Boulogne.

## Orgel
Het orgel (type: Frans romantisch) in de kerk is gebouwd in 1935 door de firma Aristide Cavaillé-Coll. De orgelkas in eiken werd vervaardigd door Claude Lenclos. Het orgel heeft twee klavieren met het hoofdwerk (Grand Orgue) en het Récit expressif en een pedaal, het aantal stemmen is zeventien. De luchttoevoer vindt plaats door middel van sleepladen en is volledig mechanisch. Een Récit expressif bevindt zich in een gesloten kast die is voorzien van schuiven om de geluidssterkte en klankkleur te variëren. Hier is het geplaatst achter het hoofdwerk.

### Dispositie
- Hoofdwerk (4 stemmen): Montre 8', Flûte Harmonique 8', Bourdon 8', Prestant 4'.
- Récit Expressif (9 stemmen): Cor de Nuit 8', Viole de Gambe 8', Voix Céleste 8', Flûte Douce 4', Nazard 2 2/3', Flageolet 2', Tierce 1 3/5', Trompette Harmonique 8', Basson-Hautbois 8', Trémolo.
- Pedaal (4 stemmen): Soubasse 16', Basse 8', Octave 4', Trompette 8'.
- Koppelingen: Récit - Grand Orgue, Accouplement du Récit au Grand Orgue en 16', Tirasse Grand Orgue, Tirasse Récit.
- Speelhulpen: Appel Trompette.[2]

## Afbeeldingen

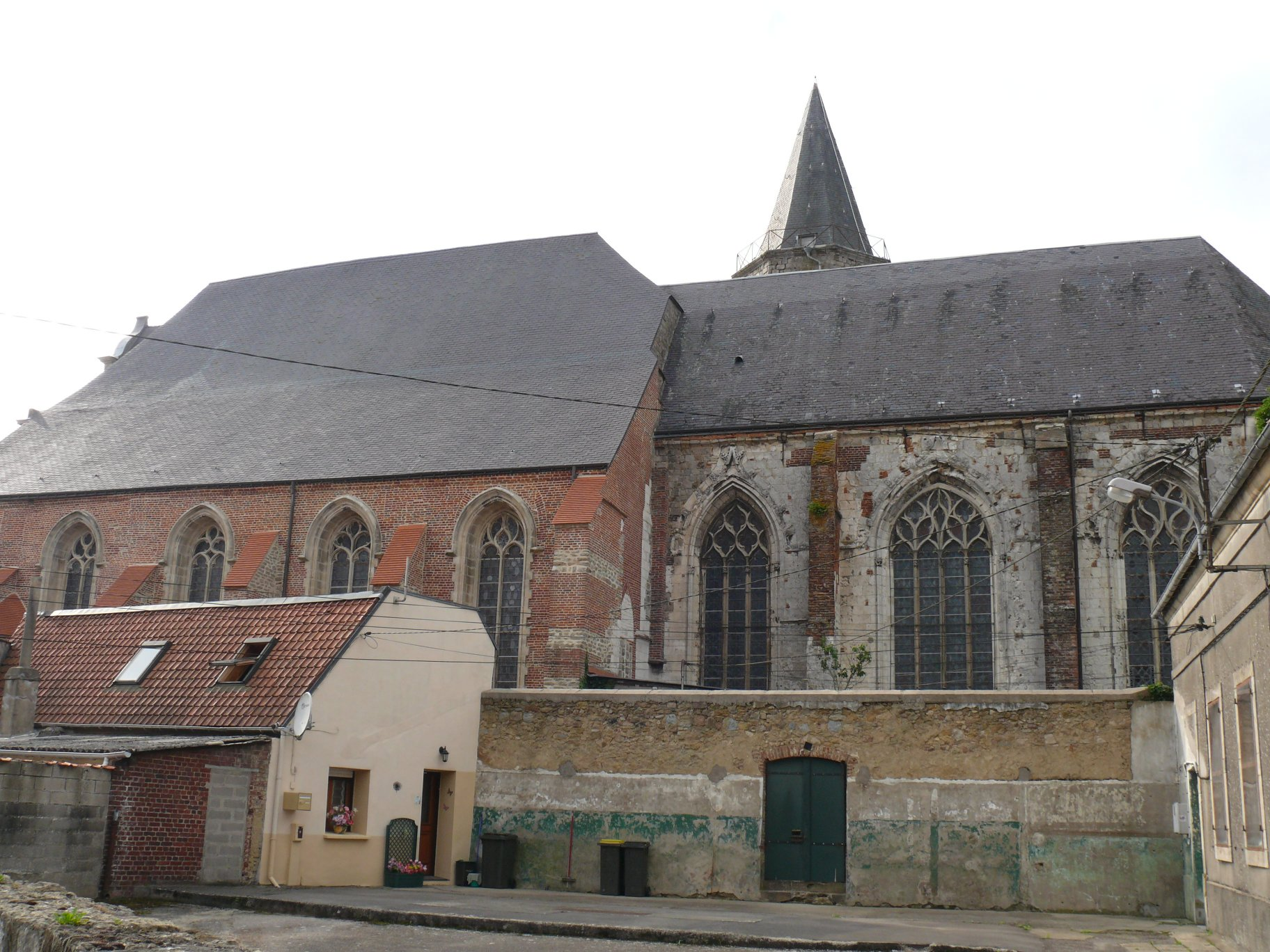
Église Saint-Martin, zuidgevel
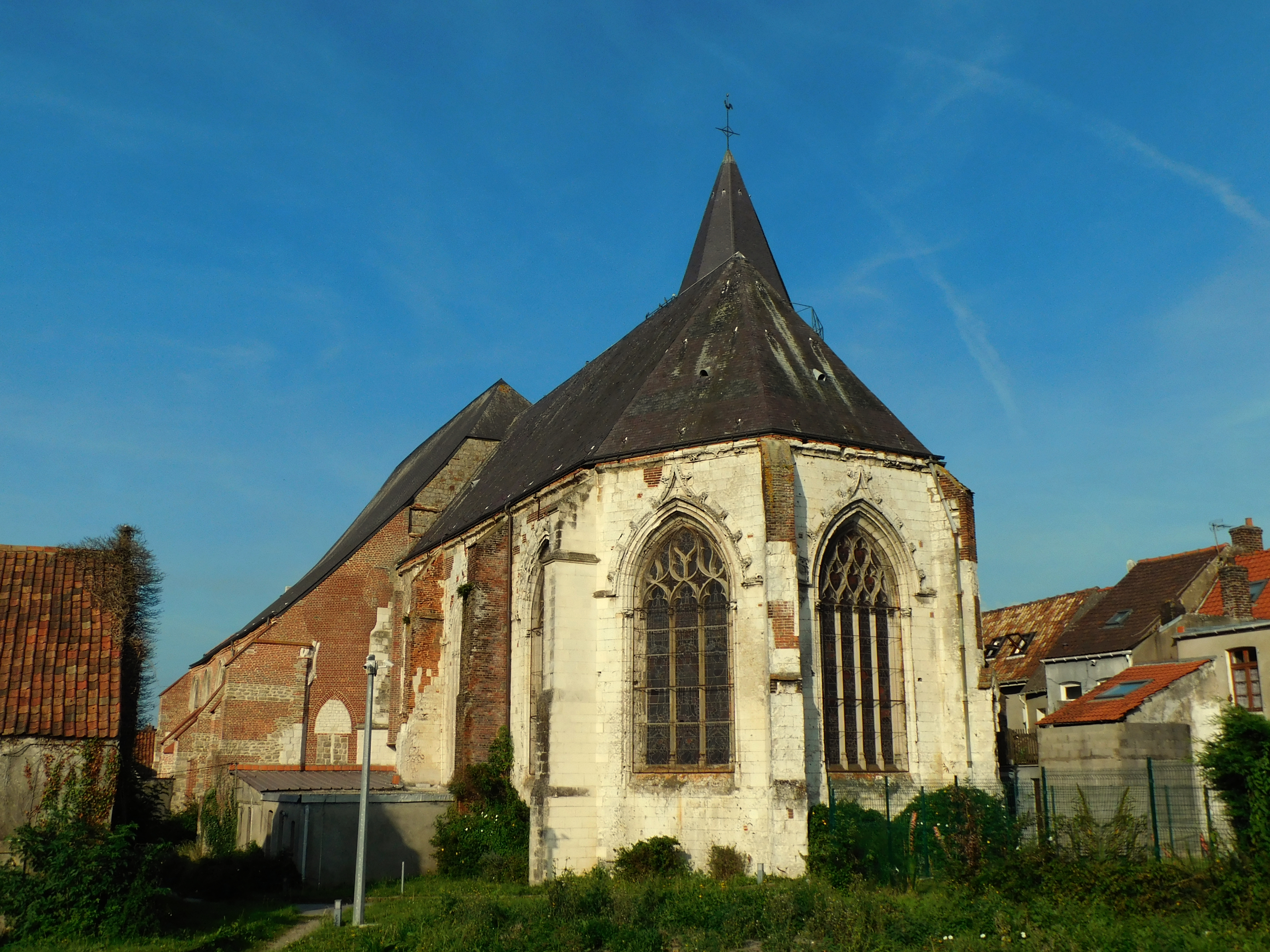
Koor
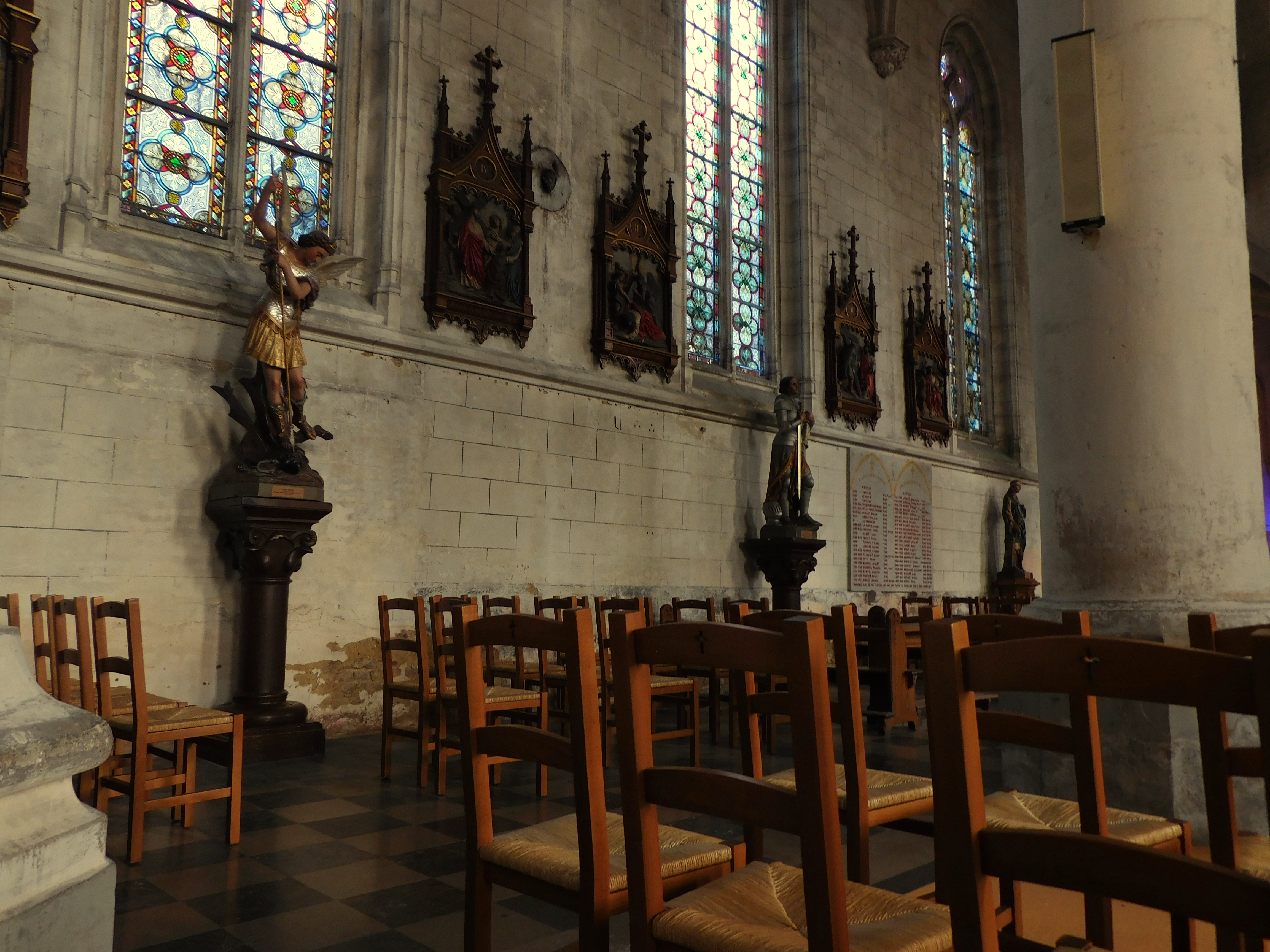
Zuidbeuk

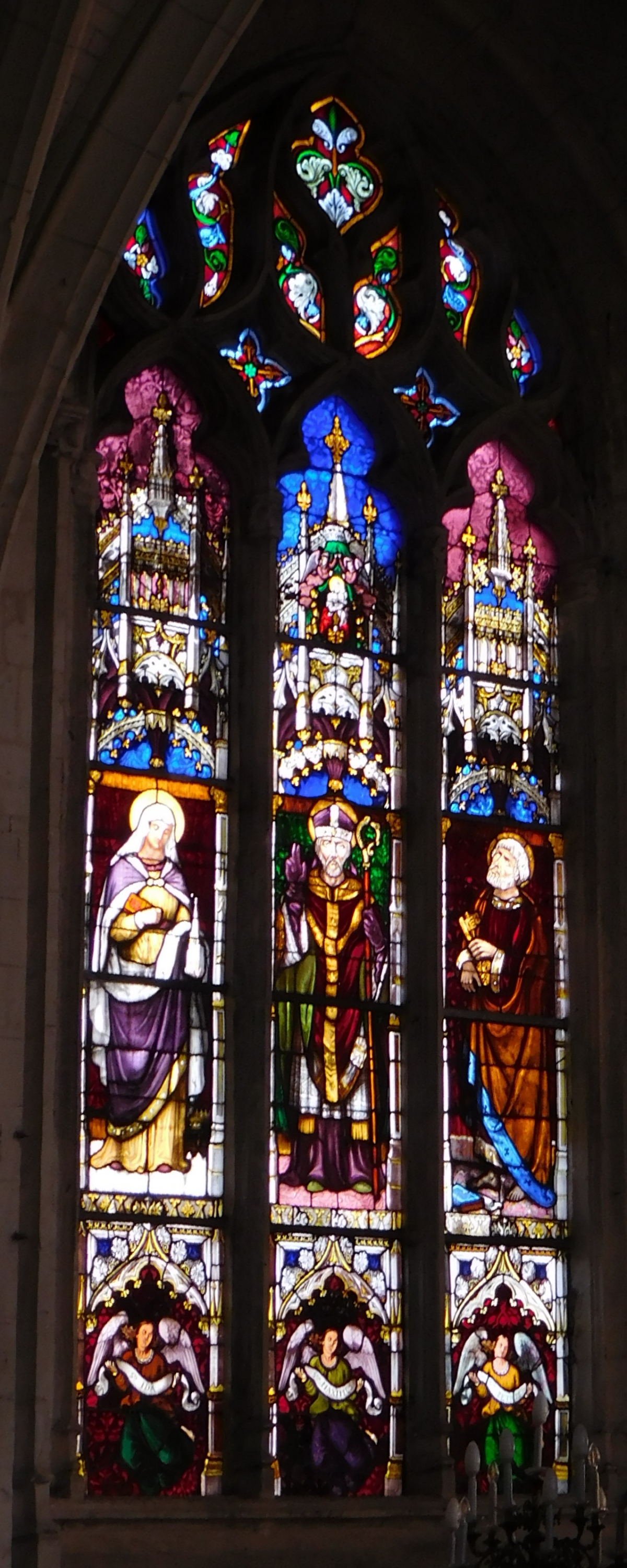
Linkerraam
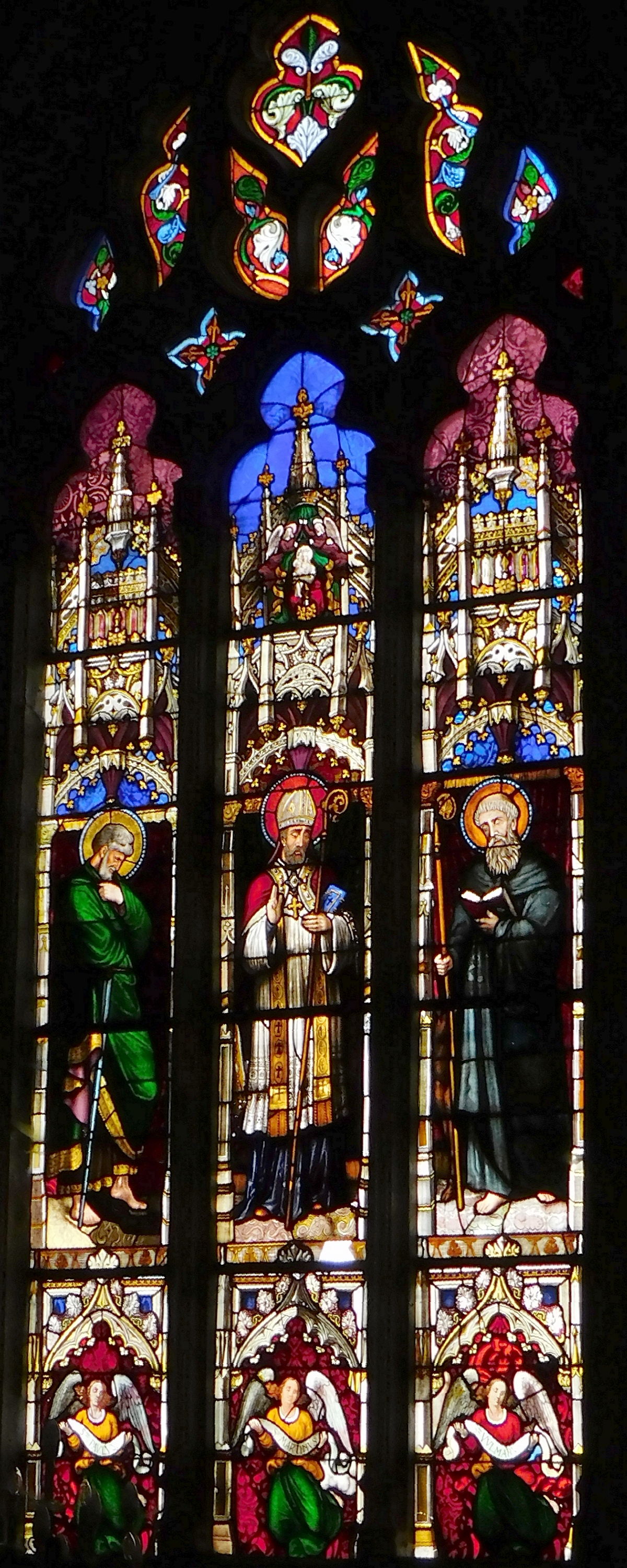
Rechterraam
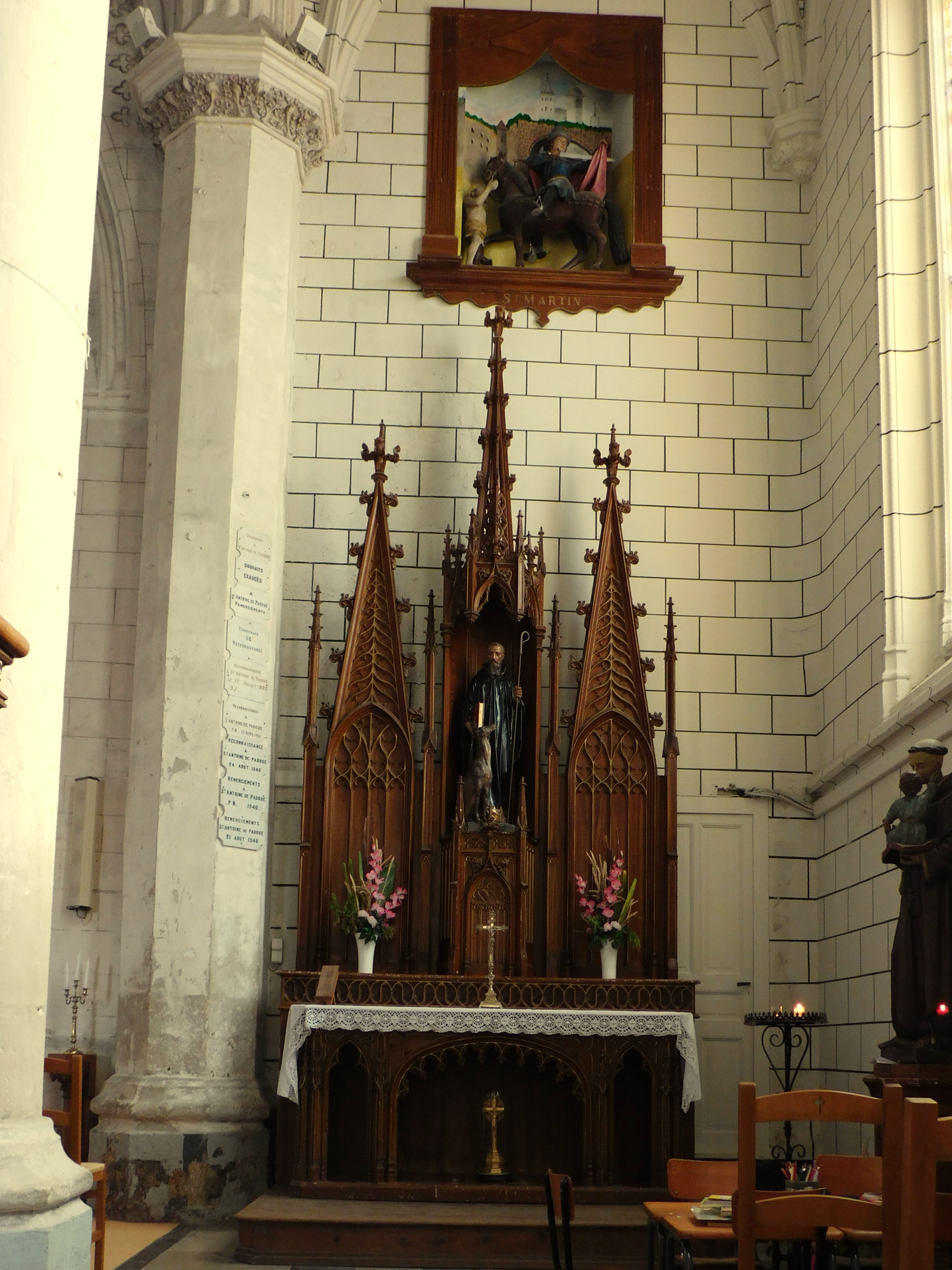
Altaar Saint Martin, zuidbeuk
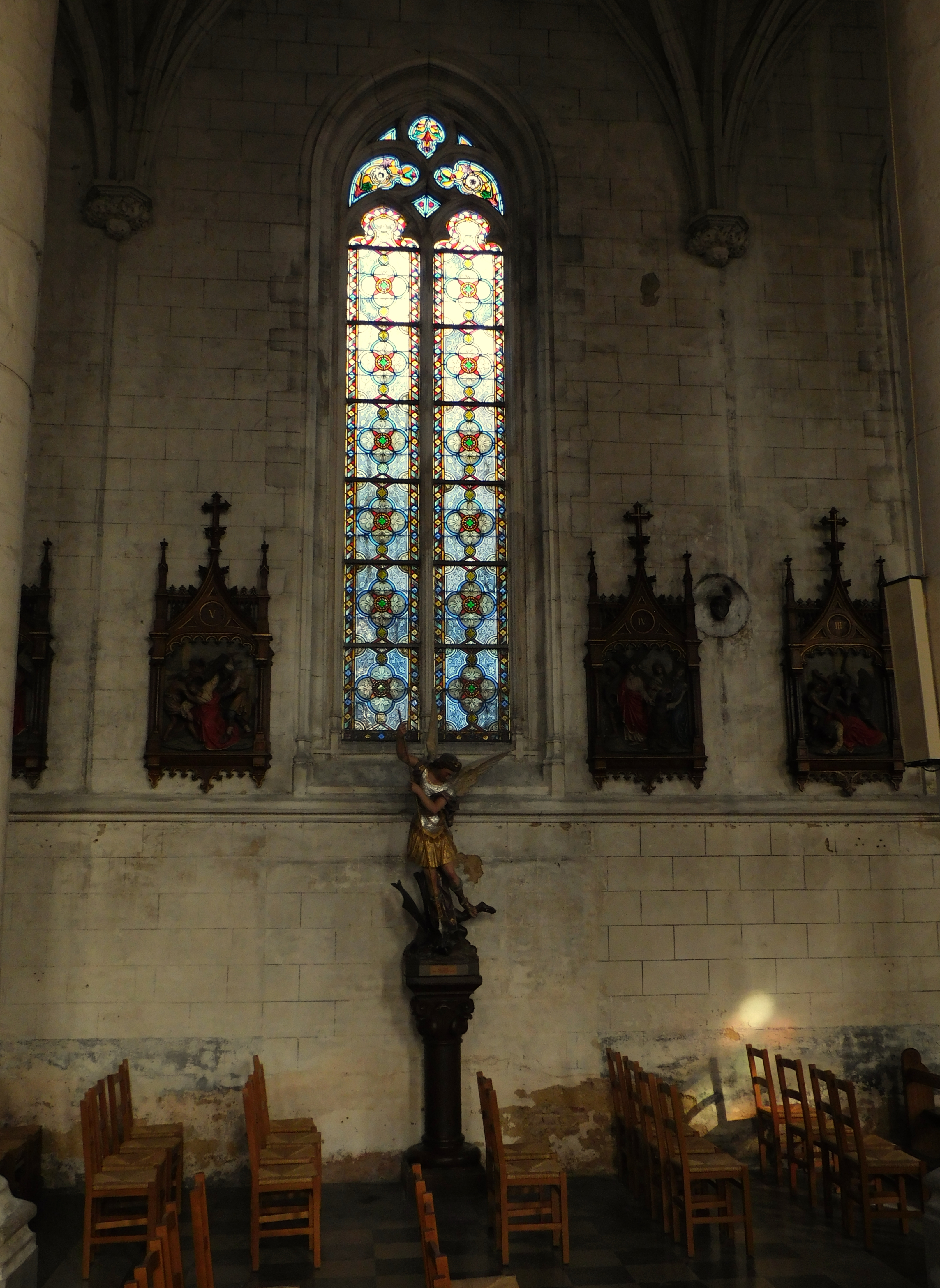
Raam en kruisweg, noordzijde
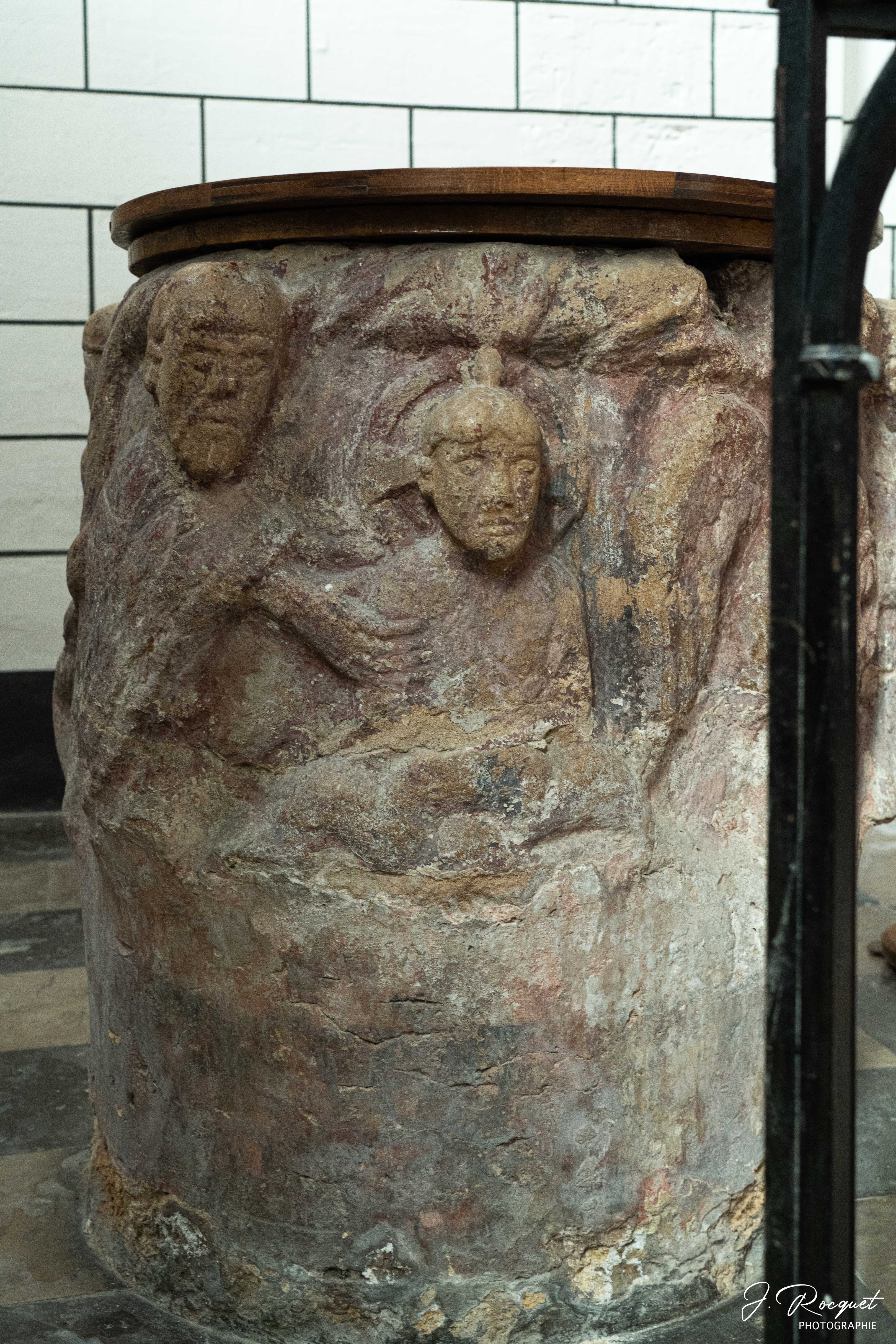
Doopvont
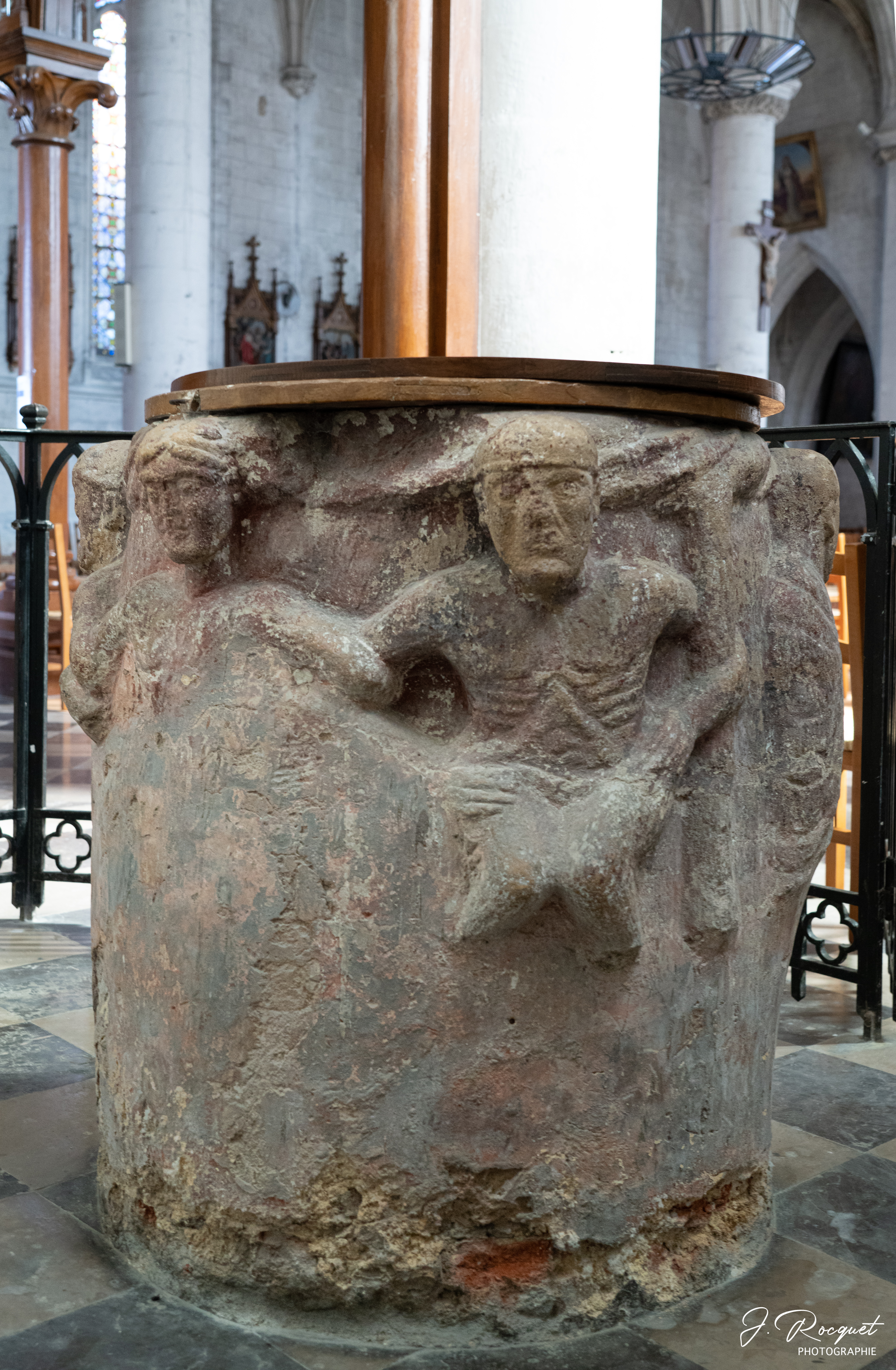
Doopvont